# Ernest Blum
Pour l’article homonyme, voir Blum.
Ernest Blum, né le 15 août 1836 à Paris 7e et mort le 19 septembre 1907 à Paris 10e, est un dramaturge, librettiste et journaliste français.

## Biographie
Fils d'acteur, il a commencé, dès 1854, à l’âge de 18 ans, une collaboration avec Alexandre Flan marquée par une kyrielle de revues jouées aux Délassements-Comiques, et a connu, la même année, son premier grand succès avec la comédie Une femme qui mord, présentée au Théâtre des Variétés. Il a ensuite écrit de nombreuses comédies, des drames, de tragédies, des vaudevilles, de théâtre lyrique, des farces et des contes.
Après avoir cessé de collaborer avec Flan, il écrit tour à tour avec Clairville, Siraudin, Lambert Thiboust, Anicet Bourgeois, Ponson du Terrail, Édouard Blau, Albert Monnier, des drames et des féeries comme la Petite Pologne, Rocambole, Don Michel, le Vengeur, l’Espion du Roi, le Diable Boiteux, les Voyages de Guiliver. Sa période la plus brillante est celle de 1880 à 1900, où les signatures Blum et Millaud, Wolff et Blum, Raoul Toché et Ernest Blum ont défrayé des années entières d’éclatants succès au Châtelet, à la Gaîté, aux Folies-Dramatiques et surtout aux Variétés, avec des titres comme Belle Lurette, Mamzelle Gavroche, Adam et Eve, les Nouveautés de Paris, Madame le Diable, etc.
Également journaliste, il rédige, sous le pseudonyme de Ursus, le bulletin de la Bourse dans le journal le Rappel et des articles pour le Charivari. Au Rappel, il a également signé des articles sur le théâtre sous le pseudonyme de Marcy. Il a également écrit pour Le Figaro et L'Écho de Paris, et le Gaulois, ainsi que des articles politiques sous son vrai nom dans la Mahouna, et L'Anti-clérical, ce qui lui vaut d’être placé, en 1891, par l’antisémite Jean de Ligneau au nombre des Juifs influents de son temps.
Associé à Louis Huart, il fait sensation en rédigeant, en 1860, les mémoires apocryphes de la célèbre danseuse de french Cancan, Rigolboche. En 1866, il publie un recueil de ses écrits et œuvres, préfacé par son ami de longue date Henri Rochefort.
Pendant le siège de Paris de 1870, ayant rejoint la résistance, il est secrétaire de la Commission des barricades, ce qui lui vaut d'être fait chevalier de la Légion d'honneur. Plus tard, il combat le boulangisme.
Suivant la règle qui veut qu’on ne prête qu’aux riches, on lui prêtait d’innombrables bons mots. Il est ainsi cité, en 1872, par Victor Koning, dans son Roman Tout Paris, dans lequel il lui attribue le poste de ministre de la Culture d'un gouvernement qui, pour être imaginaire, « ne manqua pas de faire quelques mécontents. »
En 1899, il est envisagé comme Pierre Decourcelle, pour collaborer avec Jules Verne à l'adaptation au théâtre des Tribulations d'un Chinois en Chine, projet qui ne verra jamais le jour.
Blum avait gagné à ce métier une fortune énorme qu’il dépensa royalement, en vrai boulevardier qu’il était. Lors de ses obsèques, une compagnie du 76e de ligne lui a rendu les honneurs. Il repose au cimetière du Père-Lachaise.

## Œuvre

### Théâtre
- Latrouillard et Truffaldini, ou les Inconvénients d'une vendetta infiniment trop prolongée, saynète de J. Petit et Ernest Blum, musique d'Hervé, Folies-Nouvelles (28 mai 1855).
- Un carnaval de troupiers, pochade mêlée de couplets, 1862.
- Mauvais cœur, drame en cinq actes et sept tableaux, 1863.
- Un bal d’Alsaciennes, mascarade mêlée de chant et de danse, 1864.
- La Revue au 5e étage, à-propos mêlé de chant, 1864.
- La Revue pour rien ou Roland à Ronge-Veau, « revue-parodie et causerie littéraire » en 2 actes de Clairville, Siraudin et Blum, musique d'Hervé, Bouffes-Parisiens le 27 décembre 1864, 1865.
- Rocambole, drame en 5 actes et 9 tableaux, avec Auguste Anicet-Bourgeois, en collaboration avec Pierre Alexis de Ponson du Terrail, première donnée à l'Ambigu-Comique, le 26 août 1864, Michel Lévy frères, Paris, 1864.
- La Jolie Parfumeuse, opéra-comique en 3 actes écrit avec Crémieux, musique de Jacques Offenbach, théâtre de la Renaissance (29 novembre) 1873.
- Bagatelle, opéra-comique en 1 acte de Crémieux et Blum, musique de Jacques Offenbach, Bouffes-Parisiens (21 mai) 1874.
- La Famille Trouillat ou la Rosière d’Honfleur, opérette-bouffe en 3 actes... Mus. de L. Vasseur, 1874.
- Belle Lurette, opéra-comique en 3 actes de Édouard Blau, Raoul Toché et Blum, musique de Jacques Offenbach et Léo Delibes, théâtre de la Renaissance (30 octobre 1880), 1881.
- Mam'zelle Gavroche, comédie-opérette en 3 actes de Edmond Gondinet, Albert de Saint-Albin et Blum, musique d'Hervé, théâtre des Variétés (24 janvier 1885)
- Horace et Liline, vaudeville en 1 acte, 1888.
- Madame l'Amirale, féerie en 5 actes écrite avec Raoul Toché, création le 17 septembre 1892, Châtelet.

### Autres écrits

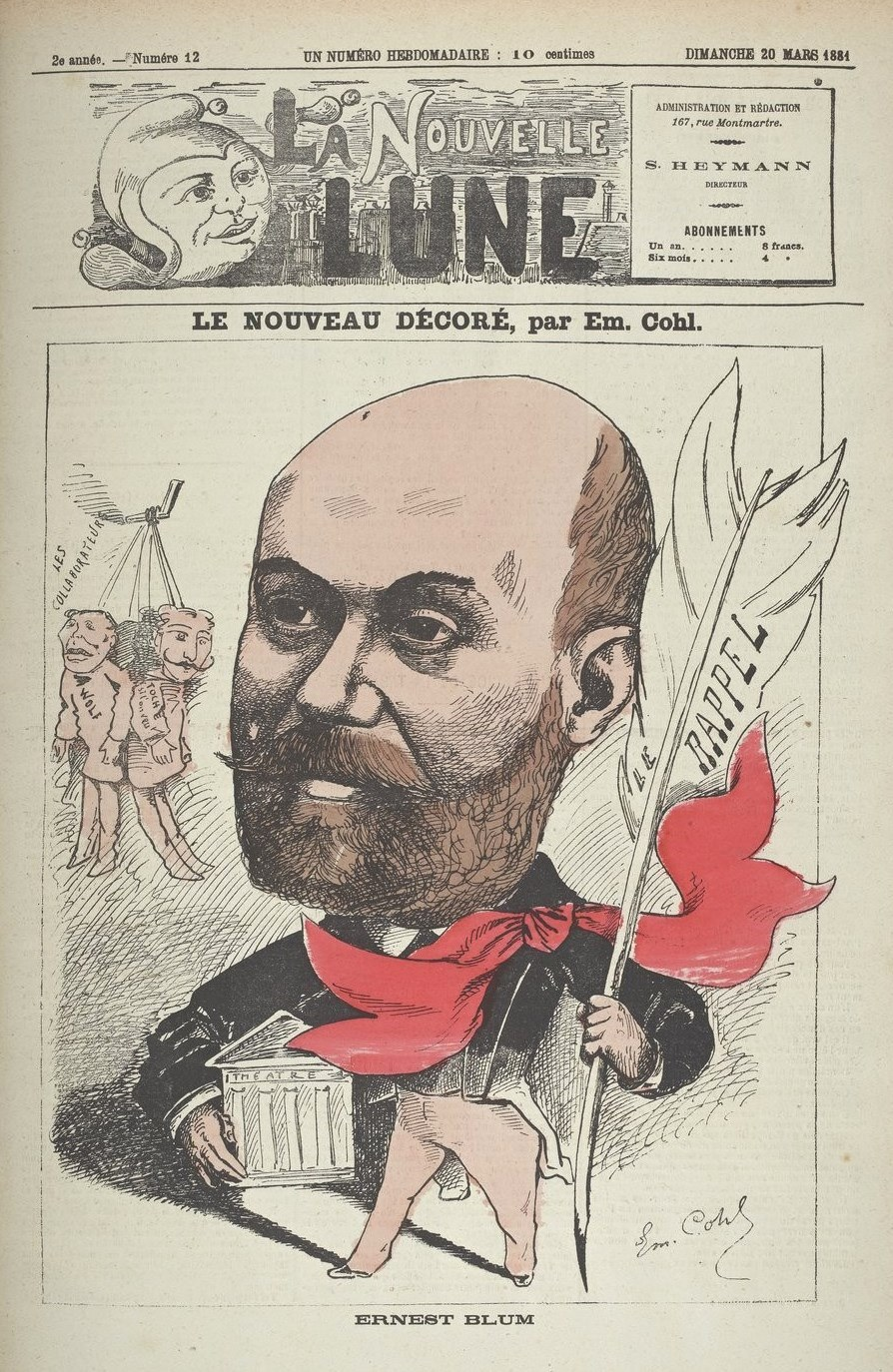
« Le Nouveau Décoré » par Émile Cohl. Caricature parue dans La Nouvelle Lune du 20 mars 1881.

- avec Louis Huart, Mémoires de Rigolboche, ornés d’un portrait photographié par Petit et Trinquart, 1860
- Les Photographies comiques, 1861.
- Nos bons petits camarades, parodie de "Nos intimes", en 1 acte, 1862.
- Les pieds qui r’muent : Les pieds qui r’muent, bals, danses et danseuses, Paris, 1863, 128 p., portr. ; in-16 (OCLC 1143074491, lire en ligne sur Gallica).
- Mon-Joie fait peur, 1863.
- Crockbête et ses lions, 1863.
- Les Mémoires d’une femme de chambre, 1864.
- Les Mémoires de Réséda, 1865.
- La Tribu des rousses, vaud, 1865.
- Entre Bicêtre et Charenton. Les Aventures d’un notaire. La Légende du Monsieur qui avait le frisson. Petits Contes fantastiques avec ou sans moralité, Préface d’Henri Rochefort, 1866.
- La Lanterne magique, 1866.
- Biographie complète de Henri Rochefort, 1868.
- Le Livre bleu, 1871.
- L’Espion du roi, 1876.
- Rose Michel, 1877.
- La Revue des Variétés, 1878.
- La Revue des Variétés, 1879.
- Les Femmes des amis, 1893.
- La Maison Tamponin, 1893.
- Journal d’un vaudevilliste, 1870-1871, 1894.
- Les Mémoires d’un vieux beau, 1896.
- Le Jeu de l’amour et de la roulette, histoires parisiennes, 1905.
- Le Rire au théâtre, 1905.

## Distinctions
- Chevalier de la Légion d'honneur au titre du ministère de l'Instruction Publique et des Beaux-Arts (décret du 18 janvier 1881)[17].